# Фрейберг, Николай Густавович
Николай Густавович Фрейберг (9 мая 1859, Петербург — 19 июля 1927, Москва) — государственный деятель Российской империи и Советского Союза, занимавшийся систематизацией и модернизацией врачебно-санитарного законодательства. По образованию — военный врач. Сыграл ключевую роль в разработке и организации единой государственной системы здравоохранения в СССР, часто называемой cистемой Семашко. 

## Биография
На должности секретаря-управляющего межведомственной комиссии по пересмотру врачебно-санитарного законодательства он принял участие в подготовке проекта новой нормативной базы для российского имперского здравоохранения. В 1916 году приказом академика Г. Е. Рейна Фрейберг был назначен директором канцелярии формировавшегося  Главного управления государственного здравоохранения Российской Империи. После российских революций и создания Наркомата здравоохранения, Фрейберг по приглашению З. П. Соловьёва стал управляющим делами Наркомздрава РСФСР и приложил много сил для воплощения в жизнь наработок имперской комиссии. Институциональное содержание cистемы Семашко во многом представляет собой результат деятельности Фрейберга.